# Morcheeba

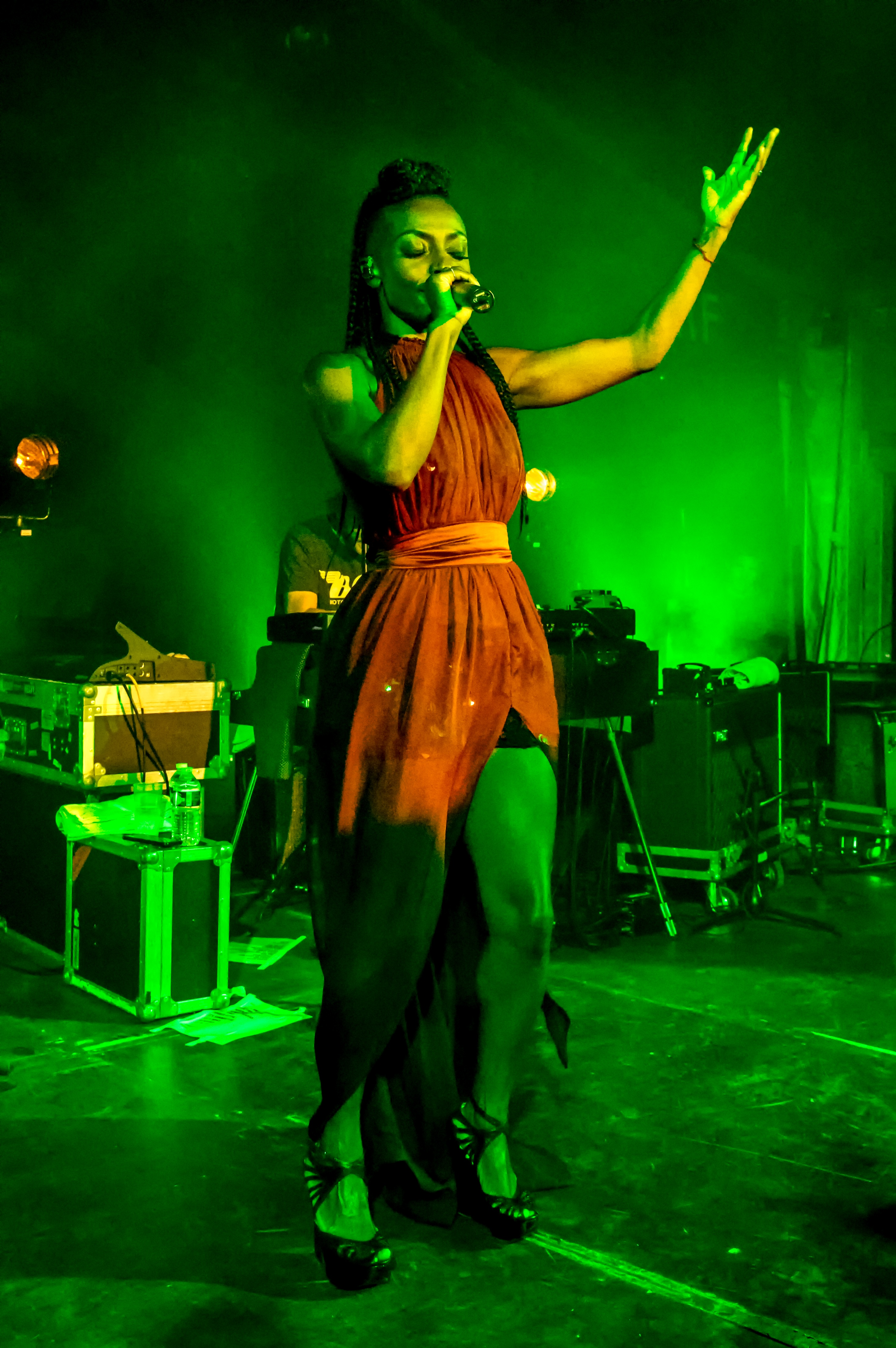
Morcheeba, Zelt-Musik-Festival 2018 Freiburg, Německo

Morcheeba je londýnská hudební skupina, která vznikla v roce 1995. Jádrem kapely jsou bratři Paul a Ross Godfreyovi, naživo vystupují s kapelou, kterou v současné době tvoří opět Skye Edwards (zpěv), Bradley Burgess (basová kytara, zpěv), Andy Nunn (klávesy) a Andy Robertson (bicí).

## Historie
Počátky skupiny se datují do poloviny 90. let, kdy Paul Godfrey (tehdy působící jako DJ) a multiinstrumentalista Ross Godfrey potkali zpěvačku Skye Edwards. To vedlo k založení Morcheeby. Rozená Londýňanka se sametovým hlasem se podepsala na čtyřech deskách včetně nejúspěšnějších Who Can You Trust? a Big Calm. Z následujícího alba Fragments of Freedom (1999) pochází pravděpodobně nejznámější singl „Rome Wasn't Built in a Day“. Po odchodu Skye zaujala post zpěvačky Daisy Martey, která s Morcheebou nahrála desku The Antidote. Krátce nato, v lednu 2006, byla z kapely vyhozena. Na další studiovém albu Dive Deep se proto objevuje velké množství hostujících vokalistů. Skye Edwards vydala v roce 2006 úspěšnou desku Mind How You Go, Daisy Martey je zpěvačkou kapely Noonday Underground.
Jaro 2010 připravilo veliký návrat Skye Edwards a novou desku Blood Like Lemonade.

## Diskografie

### Studiová alba
- 1996: Who Can You Trust?
- 1998: Big Calm
- 2000: Fragments of Freedom
- 2002: Charango
- 2005: The Antidote
- 2008: Dive Deep
- 2010: Blood Like Lemonade
- 2013: Head Up High
- 2018: Blaze Away
- 2021: Blackest Blue

### Ostatní alba
- 1998: La Boule Noire (live)
- 2001: Back to Mine
- 2003: Parts of the Process (The Very Best Of Morcheeba)
- 2005: The Platinum Collection